# 수퍼노바 (2000년 영화)
《수퍼노바》(영어: Supernova)는 미국과 스위스에서 제작된 월터 힐, 잭 숄더, 프랜시스 포드 코폴라 감독의 2000년 SF 공포 영화이다. 제임스 스페이더, 앤절라 배싯 등이 출연하였고, 대니얼 추바 등이 제작에 참여하였다.

## 출연
- 제임스 스페이더
- 앤절라 배싯
- 로버트 포스터
- 루 다이아몬드 필립스
- 피터 패치넬리
- 로빈 터니
- 윌슨 크루즈
- 에디 라이스 주니어
- 녹스 그랜섬 화이트
- 버네사 마셜

## 기타 제작진
- 협력 제작: 제임스 R. 존스턴 3세
- 배역: 메리 조 슬레이터
- 미술: 마레크 도브로볼스키
- 의상: 밥 링우드

## 같이 보기
- 선샤인 (2007년 영화)